# Готовцев, Олимпий Тимофеевич
 Олимпий (Алим, Аполлон) Тимофеевич Готовцев (около 1790—1867) — офицер Российского императорского флота, участник Русско-турецкой войны (1806—1812) годов, Дарданелльского и Афонского сражений, Отечественной войны 1812 года, русско-турецкой войны 1828—1829 годов и Наваринского сражения, Второй и Третьей Архипелагских экспедиций. Георгиевский кавалер, капитан 1 ранга.

## Биография
Олимпий Готовцев происходил из дворянского рода Готовцевых (Костромская ветвь), родился около 1790 года в семье отставного поручика Тимофея Степановича Готовцева.
30 мая 1801 года, вместе со старшим братом Евграфом, поступил в Морской корпус кадетом. 15 мая 1806 года произведён в гардемарины. Участник Второй Архипелагской экспедиции. На линейном корабле «Твёрдый» перешёл от Кронштадта до Корфу, плавал в Адриатическом море. Участник в Русско-турецкой войны 1806—1812 годов. 10—11 мая 1807 года на корабле «Твёрдый» участвовал в Дарданелльском сражении с турецким флотом и 19 июня того же года в Афонском сражении, после чего перешёл на лиссабонский рейд, и оттуда в Портсмут. 1 апреля 1809 года произведён в мичманы. На английском транспорте перевезён из Портсмута в Ригу.
В 1812 году на шлюпе «Кола» принимал участие в Отечественной войне 1812 года, плавал между Кронштадтом, Ригой и Свеаборгом. 1 мая 1814 года произведён в лейтенанты. В 1817 году на 74-пушечном линейном корабле «Мироносец» плавал от Кронштадта до Кале, откуда перевозил русские войска в Россию. В 1819 году крейсировал в Финском заливе на корабле «Берлин», а в 1821 году на корабле «Арсис» — в Балтийском море. В 1822 году командирован в Архангельск, где в следующем году на брандвахтенном шлюпе «Пирам» был в кампании при архангельском порте. В 1824—1825 годах находился при том же порте, и потом берегом возвратился в Кронштадт. 7 января 1826 года произведён в капитан-лейтенанты.

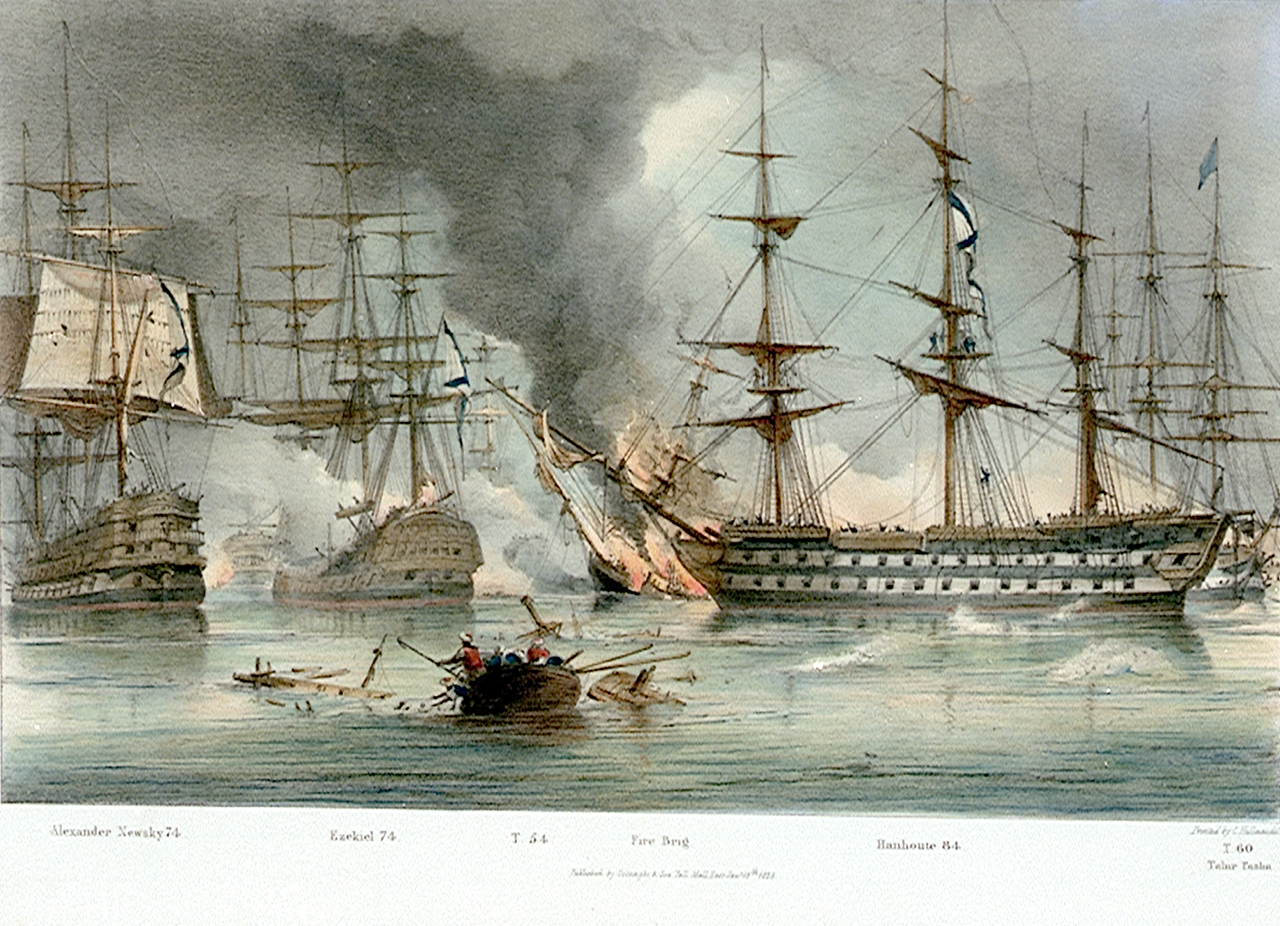
Корабль «Гангут» (справа) в Наваринском сражении

Участник Третьей Архипелагской экспедиции. В 1827 году на 84-пушечном линейном корабле «Гангут» перешёл от Кронштадта до Портсмута, откуда, в составе эскадры контр-адмирала графа Л. П. Гейдена, прибыл в Средиземное море. 8 октября 1827 года в чине старшего офицера линкора «Гангут» участвовал в Наваринском сражении, где отличился при потоплении одного из неприятельских фрегатов и при взрыве другого, был ранен в правую ногу. 21 декабря 1827 года награждён орденом Святого Георгия 4 класса № 4139 за отличие и медалью «За турецкую войну».
31 января 1828 года назначен командиром фрегата «Проворный», в том же году вернулся из Архипелага в Кронштадт. В 1829 году командуя новопостроенным бригом «Парис», перешёл из Петербурга в Кронштадт, и затем крейсировал в Балтийском море. В 1830 году командовал новопостроенным фрегатом «Юнона» при петербургском порте. В том же году уволен для излечения ран, в отпуск к кавказским минеральным водам. 15 сентября 1831 года назначен членом кораблестроительного и учетного комитетов Морского министерства. 31 декабря 1832 года произведён в капитаны 2 ранга. 4 марта 1836 года уволен от службы с чином капитана 1 ранга.
Умер 17 сентября 1867 года, похоронен на погосте усадьбы Пеньки Галичского уезда Костромской губернии

## Семья
Был женат на Марии Сергеевне. В отставке проживал в собственной усадьбе Пеньки Галичского уезда, имел усадьбы Некрасово Буйского уезда и Лысково Макарьевского уезда Костромской губернии.
- Брат — Валериан, участник Отечественной войны 1812 года и Бородинского сражения, штабс-капитан 1-го Егерского полка, Георгиевский кавалер.
- Брат — Фёдор, участник Отечественной войны 1812 года и Бородинского сражения, служил в Полоцком пехотном полку, полковник, Георгиевский кавалер.
- Брат — Евграф, морской офицер, участник Афонского сражения, капитан-лейтенант в отставке, надворный советник. Был женат на Марии Михайловне, урождённой графине Мусиной-Пушкиной[9].